# 小林正 (仏文学者)
小林 正（こばやし ただし、1911年8月21日 - 1975年3月30日）は、日本のフランス文学・比較文学者。東京大学名誉教授。

## 人物・来歴
満州・旅順生まれ。東京帝国大学文学部仏文科卒、1942年東京外国語学校教授、1954年東京大学仏文科助教授。スタンダールが専門で、1962年「『赤と黒』成立過程の研究」で文学博士。
1963年教授、また比較文学講座でも授業を担当し、文学部の西洋近代語近代文学専攻の創設に尽力した。1972年定年退官し名誉教授、同年より成城大学教授。
日本比較文学会理事、東京日仏会館常務理事などを歴任。レジオン・ドヌール勲章を授与された。

## 著書
- 『自我を索めて』（進路社） 1947
- 『スタンダールとその恋人たち』（今日社） 1949
- 『比較文学入門』（東京大学出版部） 1951
- 『悪妻と賢妻 フランス三つの恋物語』（朝日新聞社、朝日文化手帖） 1954
- 『テーブル式フランス語便覧』（評論社） 1957
- 『初級フランス文撰』（第三書房） 1960
- 『テーブル式基礎フランス語便覧』（評論社） 1961
- 『フランス語の話し方』（大修館書店） 1962
- 『「赤と黒」成立過程の研究』（白水社） 1962
- 『話されるフランス語 入門文法篇』（第三書房） 1962
- 『続・話されるフランス語』（第三書房） 1962
- 『フランス語のすすめ』（講談社現代新書） 1964

### 共著
- 『話されるフランス語 練習問題篇』（田島宏共著、第三書房） 1963

## 翻訳
- 『愛の哲学』（アンドレ・モーロワ、穂高書房） 1946
- 『眠り姫』（シャルル・ペロー、新少國民社） 1946
- 『美女と野獣』（ボーモン夫人、穂高書房） 1948
- 『小妖女』（ジョルジュ・サンド、新少国民社） 1948
- 『パリ』（ノエル・ヌウエット、鈴木力衛共訳、東大協組出版部） 1950
- 『炉辺の戯れ』（クレビョン・フィス、白水社） 1950
- 『近代ヨーロッパ・アメリカ文学史』（ポール・ヴァン・チーゲム、評論社） 1950
- 『英国史』（アンドレ・モーロア、水野成夫共訳、酣燈社） 1950、のち新潮文庫
- 『ふらんす童話集 世界童話全集』（河出書房） 1951
- 『愛の妖精』（ジョルジュ・サンド、三笠書房） 1953、のち角川文庫
- 『人獣裁判』（ヴェルコール、白水社） 1953
- 『六つの声』（ヴェルコール、白水社） 1954
- 『赤い百合』上・下（アナトール・フランス、岩波文庫） 1954
- 『女性は弱き性か 二人の女性の対話』（アレグラ・サンダー、紀伊国屋書店） 1956
- 「愉快なタルタラン」（アルフォンス・ドーデ、創元社、『世界少年少女文学全集 第2部第14巻 ユーモア文学集』収録） 1957
- 「トラングル氏の冒険」（シャンフルーリ、創元社、『世界少年少女文学全集 第2部第14巻 ユーモア文学集』収録） 1957
- 『十五少年漂流記』（ベルヌ、講談社、少年少女世界名作全集） 1960
- 『フランス短篇名作集』（編、学生社） 1961
- 『テレーズ・ラカン』（エミール・ゾラ、岩波文庫） 1966

### スタンダール
- 『いたりあ物語』（スタンダール、河出書房） 1941
- 『赤と白』（スタンダール、三笠書房） 1949、のち改題『リュシャン・ルーヴェン』（三笠書房） 1953
- 『チェンチ一族』（スタンダール、三笠書房） 1950
- 『カストロの尼』（スタンダール、三笠書房） 1950、のち角川文庫
- 『赤と緑』（スタンダール、山田爵共訳、河出文庫） 1955
- 『赤と黒』上・下（スタンダール、新潮文庫） 1958
- 『パルムの僧院』（スタンダール、筑摩書房、世界文学全集16） 1970
- 『パルムの僧院』（スタンダール、集英社、世界文学全集8） 1970